# Carl Alexander Simon

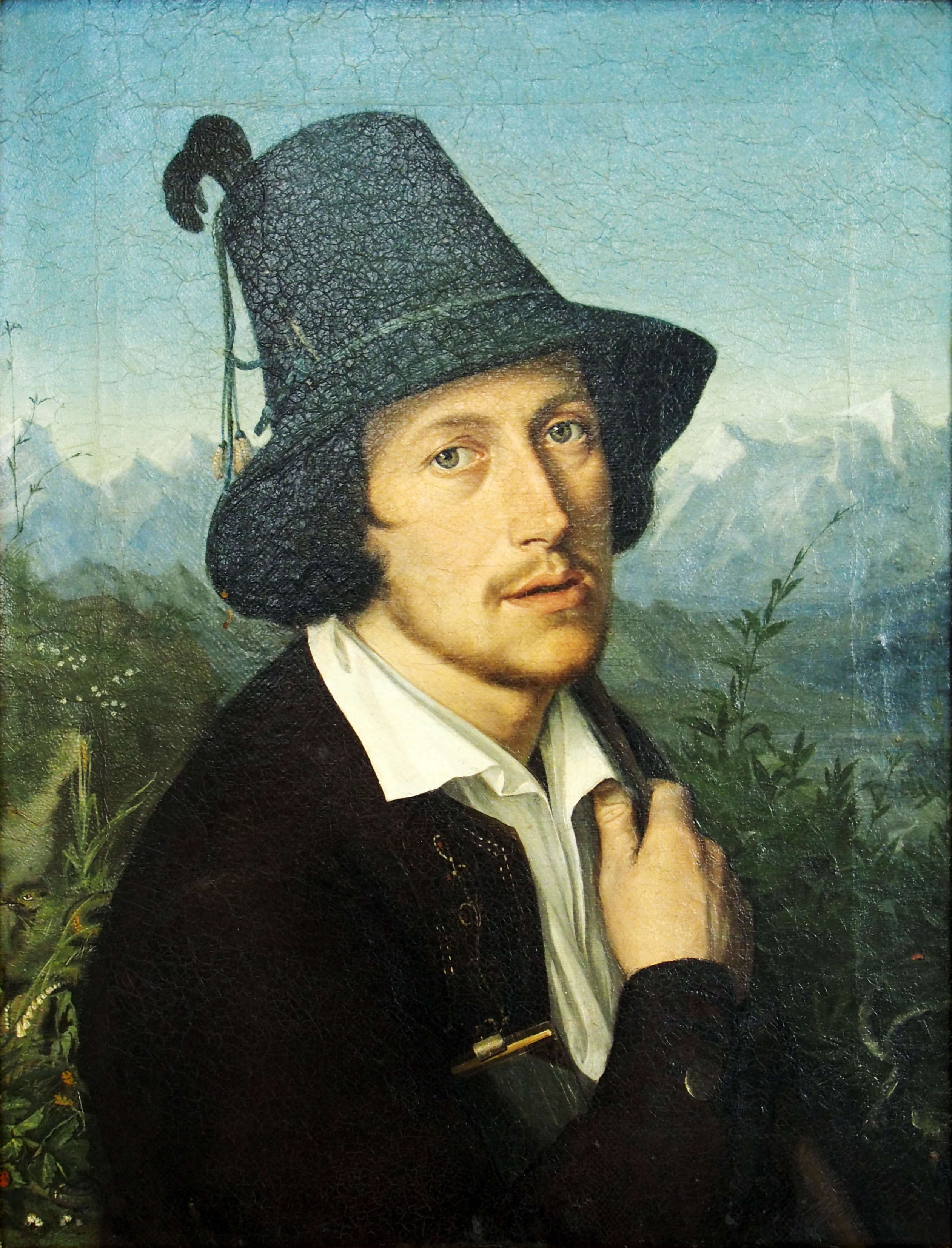
Selbstbildnis mit Tirolerhut (1830)

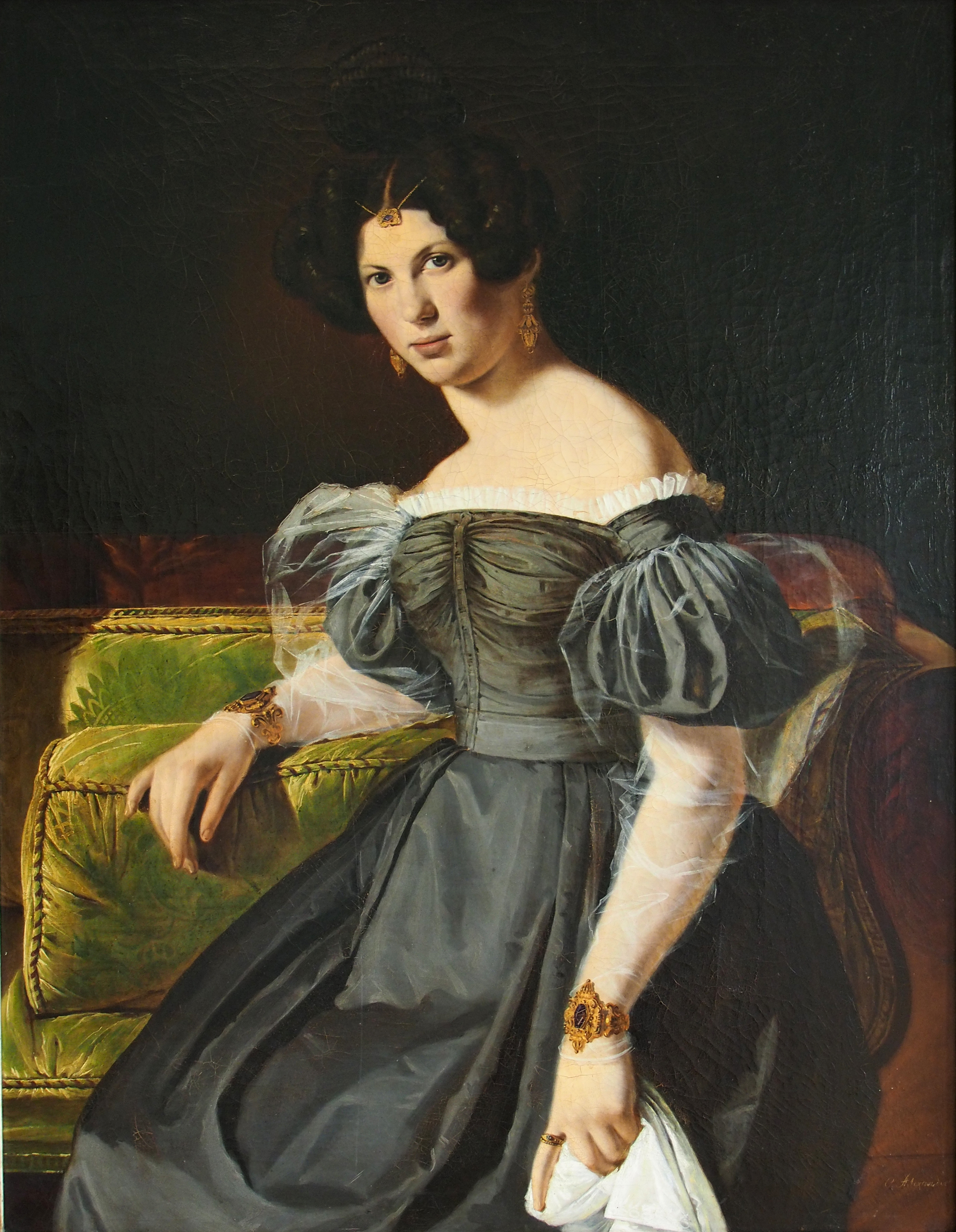
Charlotte Kindermann, die Braut des Malers

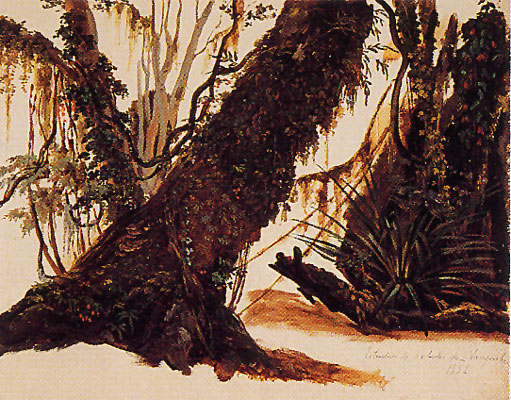
Studie der Bäume von Llanquihue, 1852

Carl Alexander Simon (* 18. November 1805 in Frankfurt (Oder); † Oktober 1852 in Patagonien (Chile)) war ein deutscher Maler und Dichter.

## Leben bis 1841
Carl Alexanders Vater war Stadt- und Kreiswundarzt in Frankfurt an der Oder. Sein älterer Bruder Johann Paul Friedrich starb als Kreischirurg 1849 in Lebus. Der jüngere Bruder Johann Franz Ottomar stand in Berlin als Chemiker in näherem Kontakt zu Alexander von Humboldt. Er starb, wie es heißt, „geisteskrank“ 1843 in Wien.
Simons künstlerisches Interesse wurde durch die väterliche Grafiksammlung und durch den Zeichenunterricht bei Friedrich Ludwig Geissler am Friedrichsgymnasium in Frankfurt a. d. O. geweckt. Geissler hatte 1820 eine Schrift publiziert, welche die bildenden Künste in Beziehung zu einer „deutschen Volksbildung“ thematisierte. Simon erhielt ein Stipendium, das ihm ein Studium an der Königlichen Akademie der Künste in Berlin ermöglichte. Daneben betrieb er philosophische Studien, die er nach 1824 vertiefte, als er zur weiteren malerischen Ausbildung als Schüler von Peter Cornelius nach München zog.
Um 1828 hatte Simon die Pfarrerstochter Amalie Charlotte Kindermann (1811–1892) kennen gelernt, deren Familie aus Kunersdorf stammte. Ihr Vater lehnte eine Heirat ab, da Simon einen gemeinsamen Haushalt finanziell nicht unterhalten könne. In einem Akt der Entsagung, aber auch weil er eine Studienreise eingeplant hatte, bereiste er zusammen mit seinem Freund, dem Komponisten Carl Banck, vier Jahre Italien. Seine während der Reise geschriebenen Gedichte wurden von Banck vertont, aber erst ab 1834 in verschiedenen Liederzyklen publiziert. Nach seiner Rückkehr ehelichte Simon im September 1832 Amalie Charlotte, mit der er nach verschiedenen Quellen zwischen 1829 und 1850 zwölf Kinder hatte. Das Paar zog 1833 nach Berlin.

### Von Berlin nach Weimar
Als Simon zwei seiner Bilder auf der Berliner Kunstausstellung präsentierte, wurde er in mehreren Blättern kritisiert. Willibald Alexis polemisierte gegen ihn, indem er Simon als den ersten Maler des jungen Europas bezeichnete. Alexis stellte damit bewusst eine Verbindung Simons zur politisch-revolutionären Sammlungsbewegung Junges Europa her. 1835 wandte sich Simon nach Weimar, wo er über persönliche Kontakte verfügte. Dort hinterließ er die bekanntesten seiner künstlerischen Spuren. Er wirkte an der Gestaltung der sogenannten Dichterzimmer im Residenzschloss mit. Vor allem aber die Entwürfe zur Rekonstruktion der Wartburg, die in seinem Manuskript Die Wartburg, eine archäologische Skizze überliefert sind, gelten „als ein bemerkenswertes Zeugnis der frühen Burgenforschung“. Simons mit Skizzen und Aquarellen versehene, umfangreiche Forschungen, beinhalten zugleich Überlegungen zu einer Neugestaltung. Dem Volk solle Moral und Tugend gelehrt und die Wartburg zu einem (unbewohnten) Tempel nationaler Kultur und Geschichte gemacht werden. Trotz der anfänglichen Unterstützung durch die Großherzogin Maria Pawlowna sind seine Pläne jedoch nicht wie von ihm gewünscht umgesetzt worden.

## Stuttgart 1842 bis 1849
Enttäuscht zog er im Frühjahr 1842 mit seiner Familie nach Stuttgart, wo er sich erfolglos um einen Lehrstuhl an der Akademie bewarb. Im Kreise gleichgesinnter Freunde profilierte sich Simon als Republikaner und Demokrat. Er lebte nun hauptsächlich von seinen Bildern und Zeichnungen, die unter anderem dem Verleger Carl Mayer in Nürnberg zur Vorlage dienten. Vom „Nürnberger Correspondent von und für Deutschland“ ging Mitte Oktober 1845 die von vielen Zeitungen nachgedruckte Meldung aus, dass eine Gesellschaft von Kunstfreunden in Stuttgart den freisinnigen Plan entworfen habe, demnach anhand einer Skizze Simons ein riesiges, allegorisches Gemälde mit dem Titel „Die Befreiung des Menschengeistes“ ausgeführt werden solle. Das Aufsehen erregende Vorhaben wurde nicht realisiert. Daneben schrieb er Artikel für demokratische Zeitungen, unter anderem auch über seine Visionen einer künftigen Kunst: Vorüber ist die Zeit der Throne und des Aberglaubens, vorüber auch ihre Kunst. […] Die Geschichte der Fürsten hat ausgespielt. Die Geschichte der Völker beginnt. Die Freiheit und das Volk werden eine Kunst erzeugen, wie sie die Erde noch nie, selbst nicht in Griechenland gesehen.
Als es im Mai 1847 in Württemberg zu teils mit Waffengewalt unterdrückten „Brotkrawallen“ kam, gehörte er zu den Mitunterzeichnern einer Protestnote. Er sollte als Nichtwürttemberger des Landes verwiesen werden, erwirkte jedoch durch seinen Anwalt Friedrich Römer für sich und seine Familie eine vorläufige Aufenthaltsverlängerung. Er verließ dennoch seine Familie, Stadt und Land und wanderte unter ärmlichen Bedingungen bis zum März 1848 durch Frankreich. Zurück in Stuttgart schloss er sich dem demokratischen Stuttgarter Kreisverein an, dem im Juni 1848 andere Vereine aus Württemberg beitraten. Bald darauf, durch die Errichtung der Provisorischen Zentralgewalt in Frankfurt, geriet der republikanisch – demokratische Staatsgedanke ins Hintertreffen. Im Stuttgarter Kreisverein führte dies auf einer von Simon präsidierten Versammlung Ende Juni zu heftigen Auseinandersetzungen, da ein Teil der Delegierten die Meinung vertrat, die Demokratie habe in Deutschland keine Chance mehr. Dies forcierte intern die Auswanderungsfrage und Simon schlug vor, eine Kommission zur Prüfung dieser Frage einzusetzen. Als Mitarbeiter an Gottlieb Raus demokratischer Tageszeitung Die Sonne bewarb er nun die erste Auflage seiner Schrift Die Auswanderung der Demokraten und Proletarier und deutsch-nationale Kolonisation des südamerikanischen Freistaates Chile. Am 12. Juli 1848 wurde der Stuttgarter Kreisverein verboten.
Ein letztes Mal trat Simon während der Septemberunruhen bei Volksversammlungen als Redner auf. Einer drohenden Verhaftung entzog er sich erneut durch die Flucht nach Frankreich. Im Frühjahr 1849 heimlich zurückgekehrt, erwog er endgültig die Auswanderung. Der 1849/50 umgearbeiteten zweiten und um einen Anhang des Geographen Traugott Bromme versehenen Auflage seiner Auswanderungsschrift, setzte Simon nach der gescheiterten Revolution das Motto voran: Kannst du den Völkern nicht die Tyrannen nehmen, so nimm den Tyrannen die Völker. Simon schreibt, dass die Natur „ihr Auge nicht auf die Zufälligkeiten der Farbe oder Sprache, sondern auf das Gesammtleben der Menschheit“ richte und man nicht „in einem national-patriotischen Wahne“ seine Kräfte vergeuden solle, denn „Nationalitäten seien nur Mittel zum größeren Zweck“. Den gesamten amerikanischen Kontinent betrachtet er bei allen noch zu erwartenden sozialen, ökonomischen, auch ethnisch auszutragenden Streitigkeiten, als unumkehrbar republikanisch verfasst. Doch spart er auch nicht mit völkerpsychologischen Spekulationen. Vor allem von dem „kalten, spekulativen Materialismus“ der „Race Nordamerikas“ fühle sich „der deutsche Gefühlsmensch“ zurückgestoßen, den mehr mit der „romanischen Race“ verbinde.

## Leben und Tod in Chile
Nach einem erneuten Zwischenaufenthalt in Frankreich verließ Simon im März 1850 auf einem Auswandererschiff Hamburg und erreichte am 31. Mai Chile, wo seit 1836 sein Schwager Franz Kindermann in Valparaíso lebte. Zusammen mit ihm oder auf seine Anregung hin, hatte Simon 1848 die Stuttgarter „Gesellschaft für deutsche Auswanderung und Kolonisation“ begründet. Mitbegründer waren neben Simon unter wenigen anderen der Stuttgarter Buchhändler und Verleger Friedrich Cast und der junge Oskar von Wächter.
Ursprünglich eingeplantes, jedoch staatlich konfisziertes Siedlungsland, unterschätzte Naturwidrigkeiten, persönliche Streitigkeiten und behördliches Misstrauen gegen den „Wahnsinnigen“ und „Kommunisten“ führten zu einem Erliegen des von Simon so euphorisch vertretenen Vorhabens. Dennoch begann er, wieder zeichnend und malend, die südlichen Regionen zu durchstreifen, auf der Suche nach einem Ort für seine ideale Gesellschaft. Seine letzte bekannte Skizze ist auf den 7. Februar 1852 datiert. Es gelang ihm, vermittelt durch die aus früherer Zeit bestehende Bekanntschaft mit dem Gouverneur Bernhard Eunom Philippi, sich als Zeichner und Bildchronist einer Expedition in das Gebiet der Magellanstraße anzuschließen. Von Punta Arenas aus soll Simon Ende Oktober 1852 und einige Tage vor Philippi mit zwei „patagonischen Indianern“ und einem entlassenen Sträfling aufgebrochen sein. Sowohl Simon als auch wenig später Bernhard Philippi und seine Begleiter fanden in der Wildnis einen gewaltsamen Tod.
Der Schriftsteller Friedrich Gerstäcker, der mehrfach Südamerika bereiste, streute später das Gerücht, Simon sei nicht getötet, sondern über Jahre hinweg von einem indigenen Volk festgehalten und gut behandelt worden. Da sich ähnliche Gerüchte um den bei derselben Expedition ums Leben gekommenen Philippi verbreiteten, darf diese Version allerdings bezweifelt werden. Im November 1851 war es in Punta Arenas zu einer Meuterei gekommen, die sogenannte „Motín de Cambiaso“, in deren Folge die Stadt zerstört und indigene Menschen ermordet wurden. Der Hass und die Abneigung gegen Uniformierte mag daher in der Region groß gewesen sein. Insofern fällt der eine Guitarre und Malutensilien mit sich führende Simon allerdings aus der Rolle.

## Werke

### Gemälde und Skizzen
- Der Sängerkrieg auf der Wartburg. Wandgemälde in Öl (1838)
- Skizzen zur Gestaltung der Wartburg

### Schriften
- Die Auswanderung der Demokraten und Proletarier und deutsch-nationale Kolonisation des südamerikanischen Freistaates Chile, Stuttgart 1848
- Auswanderung und deutsch-nationale Kolonisation von Süd-Amerika mit besonderer Berücksichtigung des Freistaates Chile, Bayreuth 1850 (Online: books.google.de)